# 克莱门特·米开朗基罗·苏西尼
克莱门特·米开朗基罗·苏西尼 （義大利語：Clemente Michelangelo Susini，1754年—1814年） 是意大利雕塑家，以制作蜡质人体解剖模型闻名，其模型栩栩如生地展示了解剖尸体的身体构造。医生和艺术家皆称赞他制作的模型。

## 生平
苏西尼生于1754年。他在佛罗伦萨的皇家美术馆里学习雕塑。1771年费利切·丰塔纳请求托斯卡纳大公利奥波德给予工作坊资金去为解剖学的教学准备蜡质人体解剖模型。该工作坊属于自然历史博物馆，后来工作坊起名La Specola。工作坊的第一名模型家是朱塞佩·菲利尼（Giuseppe Ferrini）。苏西尼在1773年加入工作室制作蜡质模型。丰塔纳给苏西尼提供医学指导。苏西尼在1782年成为工作室里主要的模型家。他既制作动物的也制作人类的解剖学模型。
1780年，约瑟夫二世，即利奥波德的兄长，参观了这间博物馆。他对这些模型留下了深刻印象，察觉到它们有助医学生学习，于是订购了一套模型。工作坊在1781年到1786年之间承办这项工作，订单约1000个蜡像雕塑。模型的建造是部分基于人体解剖图，部分基于如菲利斯·丰塔纳和保罗·马斯卡尼等解剖学家解剖的尸体。完工后，数百匹骡子组成的列车将模型带到维也纳， 接着在维也纳医科大学的博物馆Josephinum里展出。现在仍可到那儿参观这些模型。
自奥地利订做之后，外科医生和解剖学家对苏西尼的模型需求甚殷。苏西尼于是安排他的工作室制作了大量的模型，这些模型销往整个意大利和其他地方。苏西尼的工作坊使用铁而不是骨骼来支撑模型，这样就能比其他工作坊更快地生产模型，同时也节约了成本。苏西尼在1799年任佛罗伦萨美术学院教授，教学生画裸体，此时他也仍继续经营着工作坊。解剖学家保罗·马斯卡尼曾雇他为其在淋巴系统上的许多解剖学发现制作模型。
苏西尼在1814年逝世。他亲自制作或监督制作的模型超过2000具。其中，维也纳的Josephinum博物馆保存了1192具蜡质模型，它们陈放在共6间房里。还有不少作品曾收藏在卡利亚里大学，现在则交由卡利亚里国家考古博物馆收藏，这些模型都放在一个五边形的房间里展示。

## 模型作品

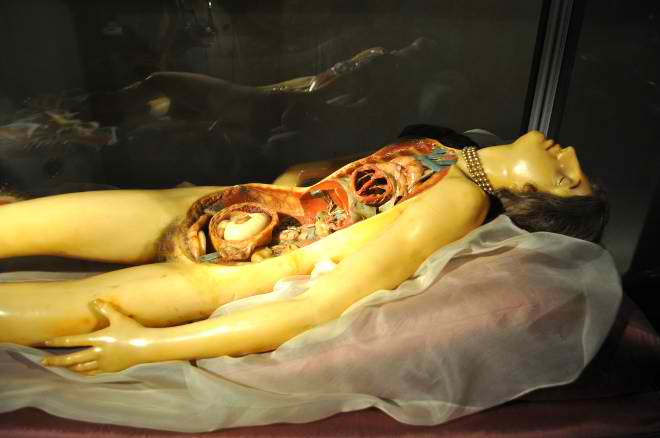
在博洛尼亚波吉宫展出的模型Venerina

苏西尼的模型将当时的解剖学成就栩栩如生地展现出来。他的一些人体模型也颇为艺术。讣文里称赞他“赋予最令人作呕的事情以美。”1780年乌普萨拉大学解剖学教授阿道夫·穆雷称赞苏西尼的模型十分准确，而新古典主义雕塑家安东尼奥·卡诺瓦亦赞扬了它们的艺术价值。乔治·迪迪胡伯曼认为苏西尼的作品“解剖的维纳斯”（Vénus anatomique）相较它的医学意义，更加是件艺术杰作。
藏于博洛尼亚波吉宫解剖学和妇产科博物馆的Venerina（又称小维纳斯）是一具年轻貌美的孕妇解剖模型，它的内脏可以从躯干里拆卸出来。博洛尼亚还收藏了一组展示听觉系统与淋巴系统的人体模型。苏西尼极重要的一些作品依卡利亚里大学解剖学家弗朗西斯科·安东尼奥·博伊解剖的尸体创作，这些作品现藏于卡利亚里。早期制作的模型不太准确，而苏西尼制作此时这些模型时，凸显了大脑的神经，但略去了淋巴管。显然，苏西尼和博伊密切合作，使模型在解剖结构上高度准确。藏于卡利亚里的这些模型拥有传神的面容，自然也是艺术精品。

## 作品展示
一些藏于Specola博物馆的苏西尼作品如下：